# Großer Kissenstern
Der Große Kissenstern (Culcita novaeguineae), auch Östlicher Kissen-Seestern oder Neuguinea-Kissenstern genannt, ist ein großer, 30 Zentimeter Durchmesser erreichender Seestern. Er lebt im östlichen Indischen Ozean und im Pazifik, vom Golf von Bengalen bis nach Hawaii.

## Merkmale
Beim Großen Kissenstern sind die extrem kurzen Arme und der Körper zu einem Fünfeck verwachsen, bei ausgewachsenen Exemplaren ist der Körper abgerundet und wirkt kissenartig aufgeblasen. Jungtiere sind noch stärker sternförmig und die Arme sind noch deutlich erkennbar. Die Tiere haben eine sehr variable Färbung und können braun, grün, rot, schwarz oder grau sein. Auf der Oberseite erscheinen porenreiche Zonen als Flecken. Große Kissensterne können leicht mit dem Stachel-Kissenstern (Culcita schmideliana) verwechselt werden, dessen Haut etwas stachliger ist und der ein weiter westlich gelegenes Verbreitungsgebiet von Ostafrika bis Western Australia hat.

## Lebensweise
Große Kissensterne leben auf Korallenriffen im flachen Wasser in 5 bis 30 Metern Tiefe. Sie ernähren sich von Steinkorallenpolypen bevorzugt der Gattungen Acropora und Pocillopora, aber auch von Detritus, verschiedenen Mikroorganismen und anderen sessilen wirbellosen Tieren. Sie sind wahrscheinlich getrenntgeschlechtlich, eine ungeschlechtliche Vermehrung wurde noch nicht beobachtet. Große Kissensterne sind manchmal Wirte der kommensalen Partnergarnele Periclimenes soror.